# Celulitis orbite
Celulitis orbite je infekcija očnog tkiva posteriorno na orbitalni septum. To se najčešće odnosi na akutno širenje infekcije u orbitalnu šupljinu bilo iz susjednih sinusa ili putem krvi. Kada je inficiran stražnji dio oka, to je poznato kao retroorbitalni celulitis.
Ne bi se trebao zamijeniti s periorbitalnim cellulitisom, koji se odnosi na celulitis anteriorno na septum.

## Znakovi i simptomi
Pacijenti se obično žale na: bol pri kretnji oka, iznenadni gubitak vida, ispupčeno oko ili inficirane oči i ograničenog pokreta. Uz ove simptome, pacijenti obično imaju crvenilo i oteklinu vjeđa, bol, iscjedak, nesposobnost za otvaranje očiju, povremeno povišenu temperaturu i letargije. To je obično uzrokovano prethodnim sinusitisom. Ostali uzroci uključuju infekcije u blizini struktura, traume i prethodne operacije.

## Uzroci
Orbitalni celulitis nastaje najčešće od bakterijske infekcije koja se širi iz paranazalnih sinusa. Ostali izvori zaraze su : infekcije u krvi i infekcija kapka kože. Infekcija gornjih dišnih putova, sinusitis, traume oka, očne ili periokularne infekcije i sustavne infekcije povećavaju rizik nastanka orbitalnog celulitisa.
Staphylococcus aureus, Streptococcus pneumoniae i beta-hemolitički streptokoki su tri bakterije koje mogu biti odgovorne za orbitalni celulitis.
Staphylococcus aureus, je gram-pozitivna bakterija koja je najčešći uzrok staphilokokne infekcije. Staphylococcus aureus infekcija se može proširiti s kože na orbitu. Staph organizmi su u stanju proizvesti toksine, koji pomiču njihovu virulenciju, I dovode do upalne reakcije viđene kao orbitalni celulitis. Staphylococcus infekcije su identificirane, od strane Klaster-a po dogovoru, na bojenje po Gramu. Staphylococcus aureus formira velike žute kolonije (koje se razlikuju od drugih Staph infekcija, kao što su Staphylococcus epidermis koji čini bijele kolonije).
Streptococcus pneumoniae, također je gram-pozitivna bakterija odgovorna za orbitalni celulitis zbog svoje sposobnosti da zarazi sinuse (sinusitis). Strep organizmi mogu odrediti svoju virulenciju i mogu napasti okolna tkiva uzrokujući upalni odgovor koji vidimo kao orbitalni celulitis (slično Staphyloccoccus aureus). Streptokokne infekcije su identificirane na kulturi svojim formiranjem parova ili lanaca. Streptococcus pneumoniae tvori zelenu (Alpha) hemolizu, ili djelomično smanjenje hemoglobina u crvenim krvnim stanicama.

## Liječenje
Brz tretman je bitan za pacijenta u borbi protiv orbitalnog celulitisa. Liječenje obično uključuje IV antibiotika u bolnici i često promatranje (svakih 4-6 sati). Uz to nekoliko laboratorijskih testova se radi, uključujući kompletnu krvnu sliku, diferencijalnu, te bio kulturu.
Antibiotska terapija – jer je orbitalni cellulitis obično uzrokovan Staphylococcusom i Streptococcusom i penicilini i cefalosporini su obično najbolji izbor za IV antibiotika. Međutim, zbog povećanog porasta MRSA-e (meticilin-rezistentni Staphylococcus aureus) orbitalni celulitis također može biti tretiran s vankomicinom, klindamicinom, ili Doksiciklinom. Ako je poboljšanje nakon 48 sati od uzimanja IV antibiotika, zdravstvena struka onda može uzeti u obzir prebacivanje pacijenta na oralne antibiotike (koji se moraju koristiti 2-3 tjedna).
Kirurške intervencije - apsces može ugroziti vid ili neurološki status bolesnika s orbitalnim cellulitisom, stoga je ponekad kirurška intervencija potrebna. Operacija obično zahtijeva drenažu sinusa i ako je subperiostealni apsces prisutan u medijalnom dijelu orbite, drenaža može biti izvedena endoskopski.Post-operativno,pacijenti moraju redovito obavljati kontrole kod kirurga i ostati pod strogim nadzorom.

## Prognoza
Iako se orbitalni celulitis smatra oftalmološkom hitnoćom prognoza je dobra, ako je liječenje primljeno brzo. 

## Komplikacije
Komplikacije uključuju gubitak sluha, infekciju krvi, meningitis i oštećenje vidnog živca (što bi moglo dovesti do sljepoće). Komplikacije uključuju gubitak sluha, infekciju krvi, meningitis i oštećenja vidnog živca (što bi moglo dovesti do sljepoće).